# Krochhochhaus
Das Krochhochhaus in Leipzig wurde in den Jahren 1927/1928 für die Privatbank Kroch jr. KGaA errichtet und war das erste Hochhaus der Stadt. Der als Uhrturm gestaltete und 43,2 m hohe Stahlbetonbau befindet sich an der Westseite des Augustusplatzes (Goethestraße 2). Das Haus mit Seltenheitswert städtebaulicher Art steht unter Denkmalschutz.

## Bau
Das am 1. August 1928 eröffnete Krochhaus wurde anstelle des baufälligen Kopfbaus der im Besitz der Leipziger Universität befindlichen Theaterpassage von 1872 erbaut. Bei dem 1926 vom Bankhaus Kroch zusammen mit dem Rat der Stadt Leipzig ausgelobten Wettbewerb konnte der Architekt German Bestelmeyer (1874–1942) einen der beiden zweiten Plätze belegen. Bei den 69 eingegangenen Vorschlägen konnte man sich auf keinen ersten Platz einigen, so dass man sich schließlich für Bestelmeyers Entwurf „Orion“ entschied, ein in Anlehnung an den Uhrturm (Torre dell’orologio) in Venedig entworfenes und mit Kalkstein verkleidetes, zwölfgeschossiges Bürohochhaus.
Die Höhe des neuen „Turmhauses“, dessen Firsthöhe sich am Giebel der Paulinerkirche orientierte, war damals sehr umstritten. Deshalb wurde nur eine vorläufige Baugenehmigung für 10 Etagen bis 35,50 m erteilt.
Da aber eine Höhe von 43 m vorgesehen war, die Bestelmeyer als Kompromiss auf 39,50 m reduziert hatte, durften die oberen vier Geschosse zunächst nur als Attrappen aufgesetzt werden, um vor der endgültigen Fertigstellung des Krochhochhauses seine städtebauliche Wirkung prüfen zu können. Diese Baumaske bestärkte dann aber nicht nur Bestelmeyer in seiner Auffassung, dass 12 Geschosse mit 43,20 m die ideale Höhe waren, sondern auch den Leipziger Rat, so dass am 16. Dezember 1927 die endgültige Genehmigung schließlich erteilt wurde.
Bis 2009 erfolgte für 4,9 Millionen Euro eine umfassende Sanierung des Gebäudes.

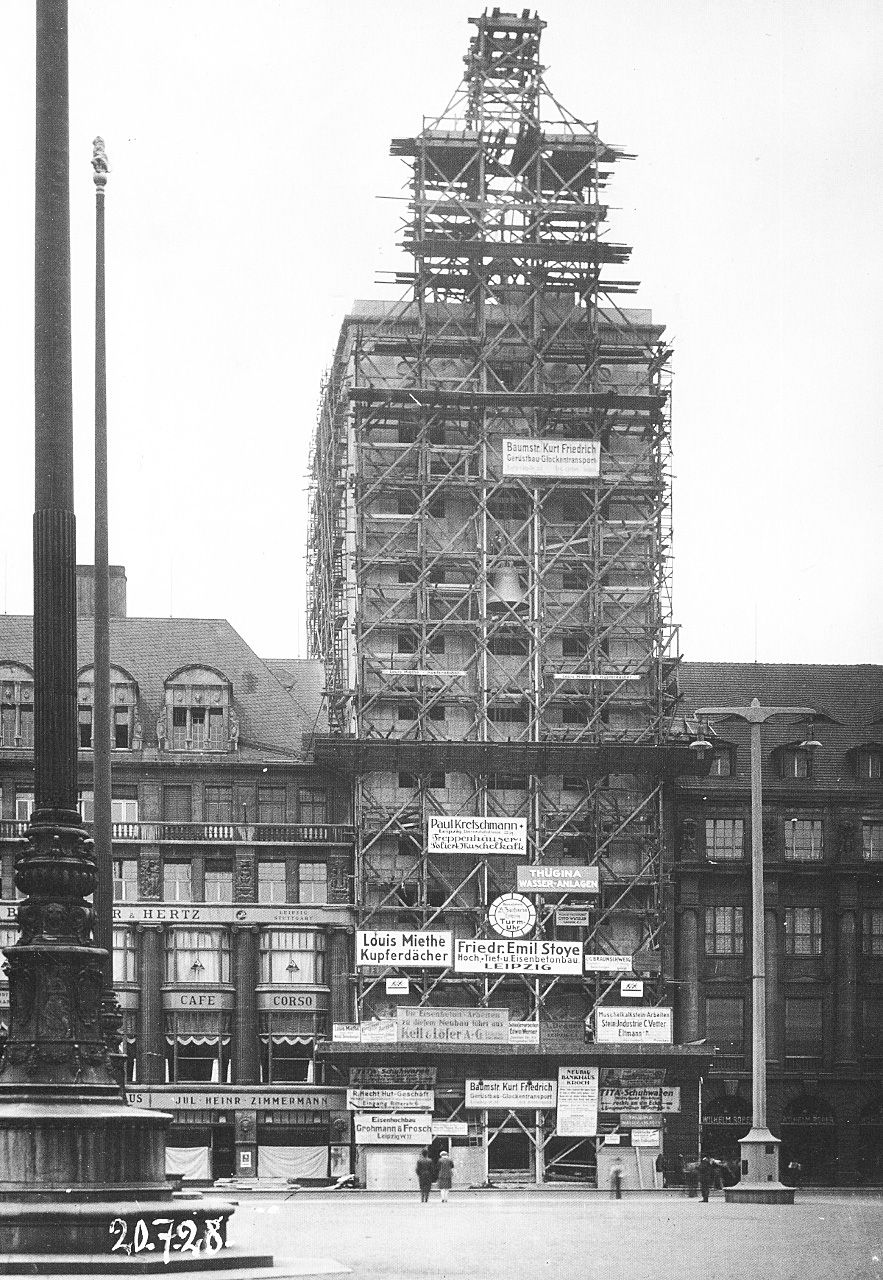
Bau des Hochhauses, Aufnahme vom 20. Juli 1928
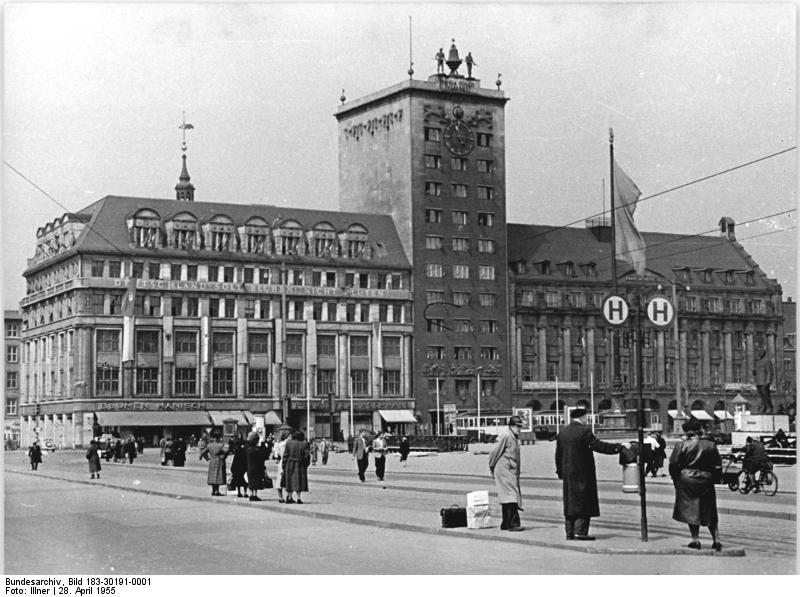
Das Hochhaus im Frühjahr 1955
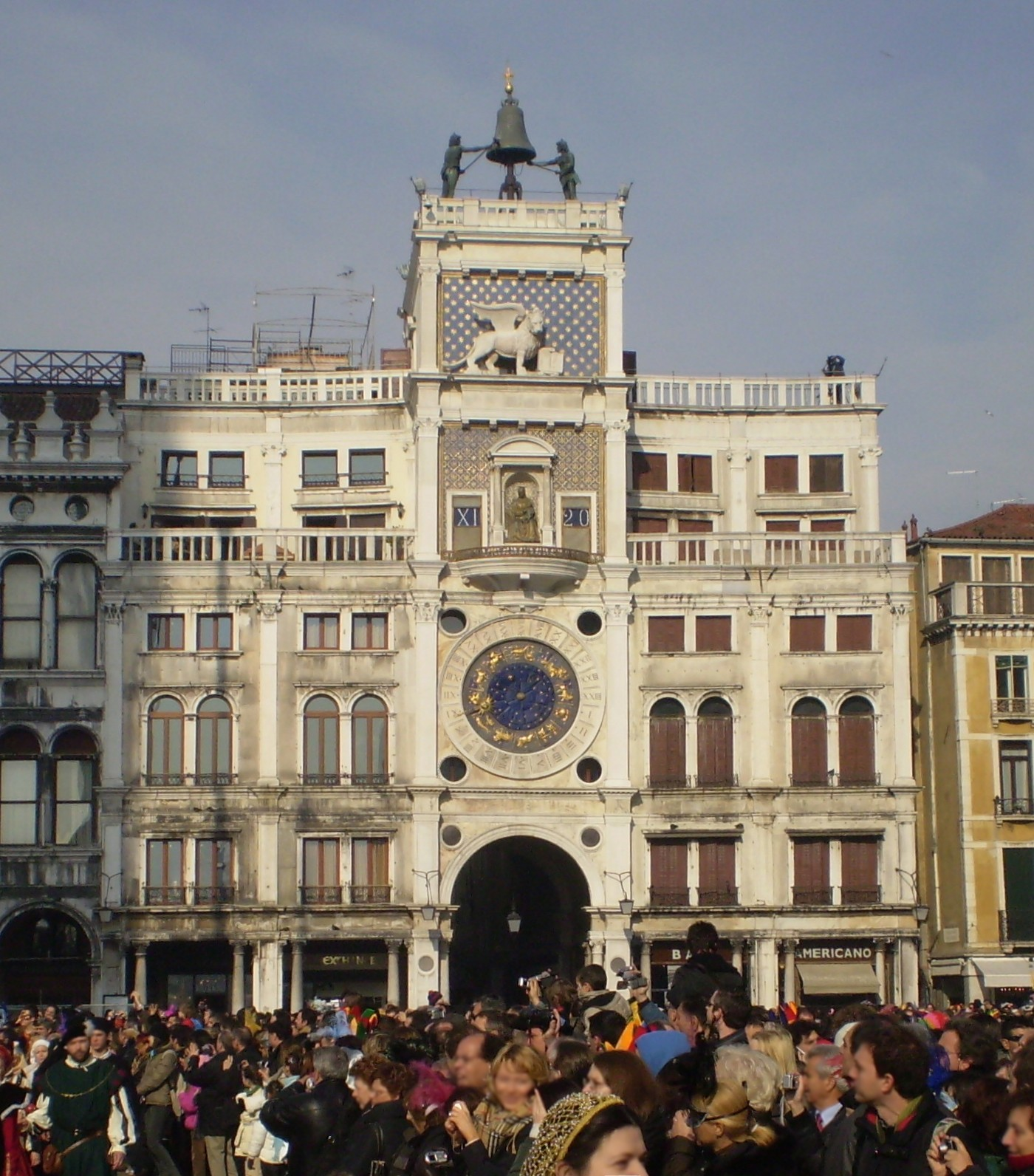
Vorbild des Krochhochhauses, der 1496–1499 erbaute Uhrturm Torre dell'Orologio in Venedig

## Turmuhr und Schlagwerk

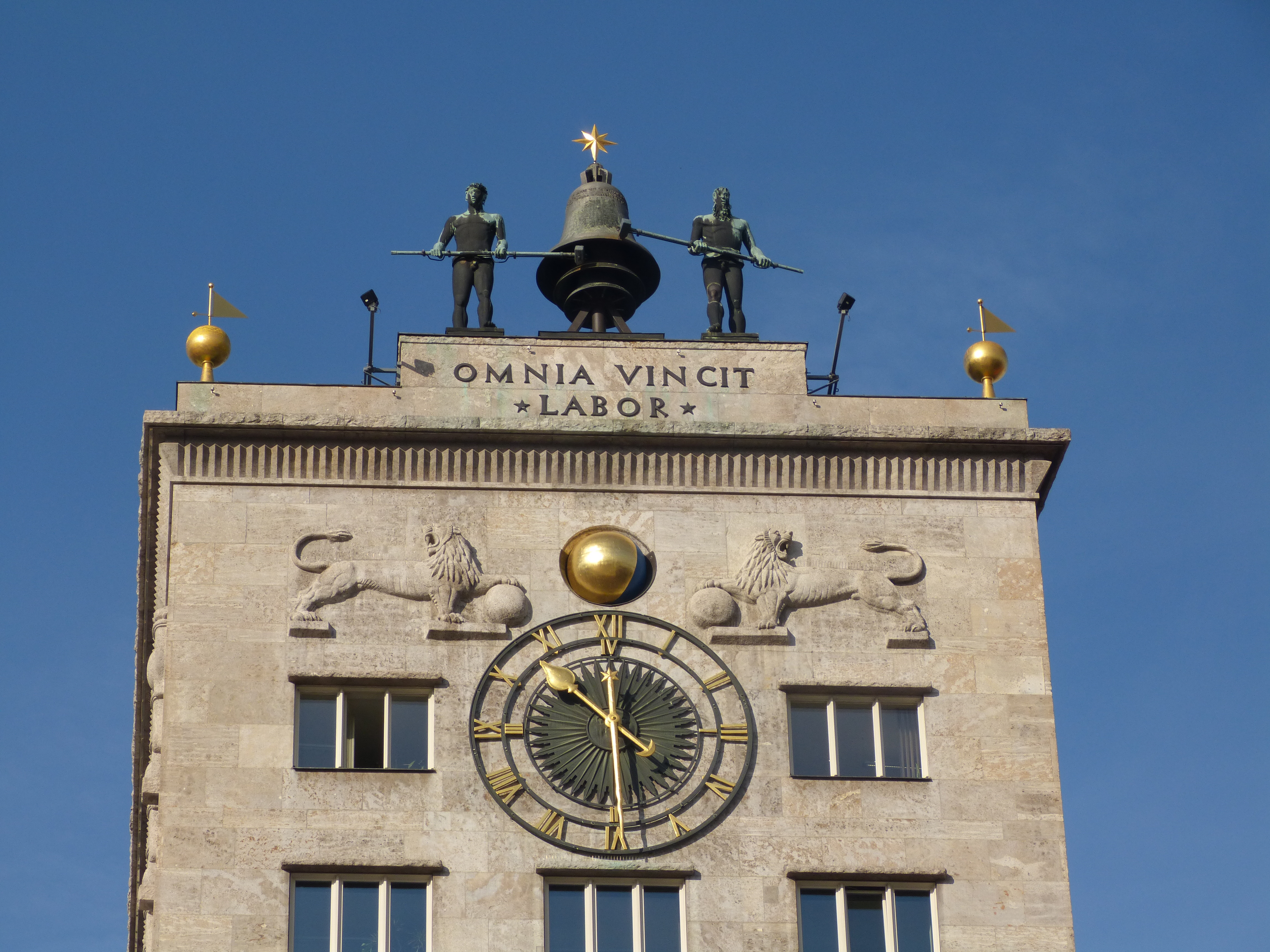
Glockenmänner und Inschrift
OMNIA VINCIT LABOR (Lat. Verb vincere, dt.: Arbeit siegt über alles)

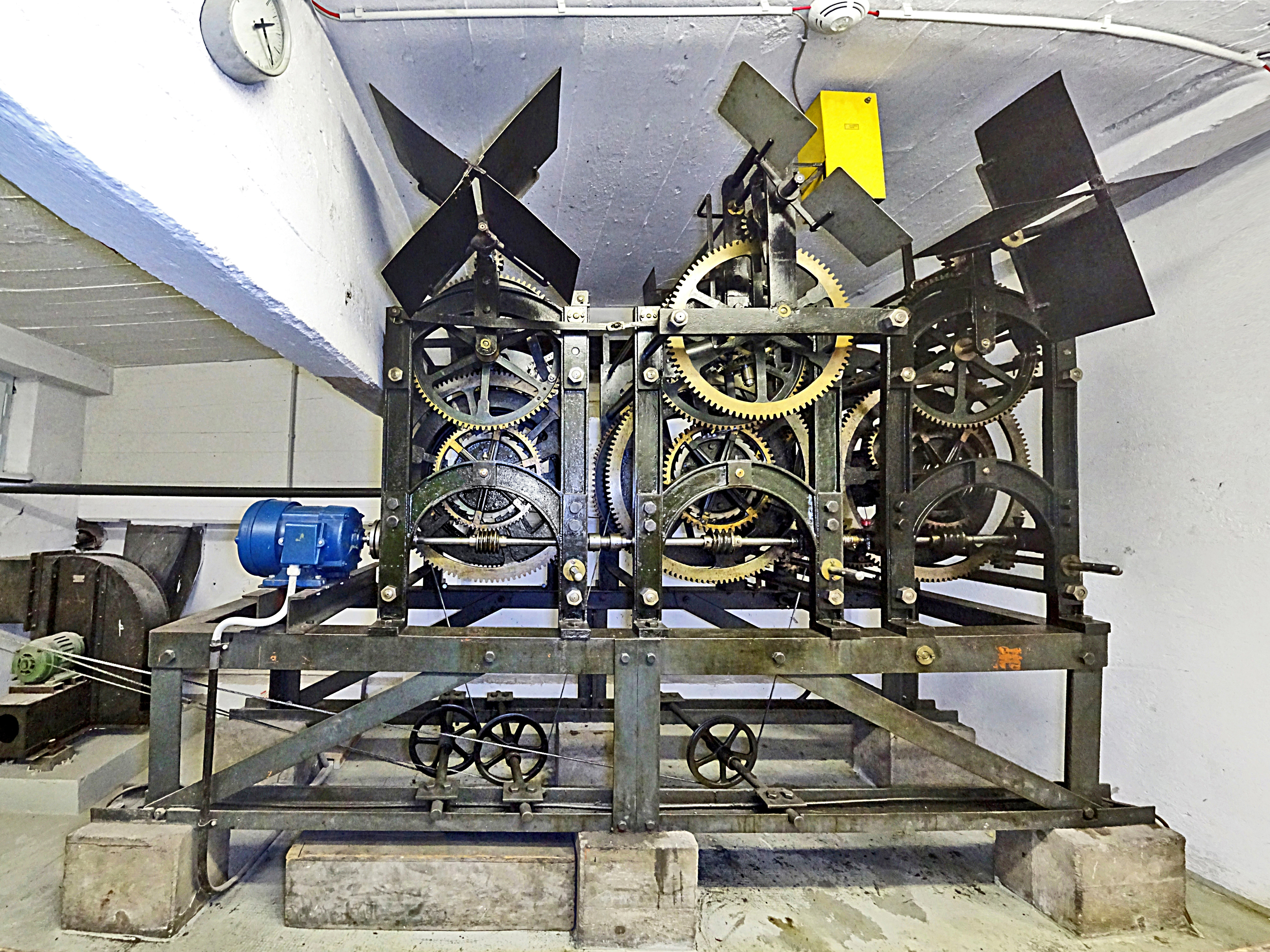
Turmuhrwerk von Bernhard Zachariä Thurmuhrenfabrik Leipzig (2024)

Herausragendes Merkmal des Hochhauses und damit Wahrzeichen des Augustusplatzes ist das auf dem Dach befindliche Schlagwerk. Es besteht aus drei Glocken, die von der Glockengießerei Schilling & Söhne in Apolda gegossen wurden, und wurde ab 2001 restauriert. Die Glocken werden von zwei 3,30 m großen Glockenmännern – die damals als das größte Turmschlagwerk der Welt galten – geschlagen. Die Glockenschlägerplastiken stammen von Joseph Wackerle (1880–1959). Den Bau der Unterkonstruktion des Glockenstuhls und der Glockenmänner auf dem Krochhochhaus am Augustusplatz verantwortete 1927 die Firma Edwin Werner aus Leipzig.
Unterhalb der Glocken ist die lateinische Inschrift OMNIA VINCIT LABOR (Alles überwindet [die] Arbeit) angebracht. Darunter befindet sich die von zwei Löwenreliefdarstellungen flankierte Anzeige der Mondphasen, welche die gesamte Frontpartie des 12. Geschosses einnehmen, Fenster gibt es deshalb im 12. Geschoss nur an der Gebäuderückseite. Das 11. Geschoss besitzt auch nur zwei statt der in den anderen Etagen verwendeten 3 Fenster, zwischen denen sich eine Turmuhr mit einem Zifferblatt von 4,30 m Durchmesser befindet. Die Uhr wurde 1928 gefertigt von der Bernhard Zachariä Thurmuhrenfabrik Leipzig, dem damals weltweit führenden Produzenten von Turmuhren.
Die große Glocke (Schlagton es0) wird vom rechten Glockenmann zu jeder vollen Stunde geschlagen, ihre Widmungsinschrift lautet:
„Gegründet von [Martin Samuel Kroch] im Jahre 1877. Gewachsen und erstarkt mit dem aufblühenden jungen Reich errichtete die Firma [Kroch jr. KG] im fünfzigsten Jahr ihres Bestehens 1927–1928 dieses Bankhaus einen Turm als Sinnbild ungebrochener deutscher Kraft“.
Nach der Enteignung des Bankhauses Kroch wurden die in Klammern gesetzten Teile aus dem Glockenmantel herausgemeißelt (wohl 1938/1939).
Die mittlere Glocke (Schlagton as0), die vom linken Glockenmann zum Viertelstundenschlag angeschlagen wird, trägt die Inschrift:
„Kroch jr. Kommanditgesellschaft auf Aktien: Leipzig 1928 – Geschäftsinhaber: Hans Kroch. Aufsichtsrat: Dr. Curt Kroch, Dr. Ing. Berthold Monach, Fritz Kroch“.
Die kleine Glocke (Schlagton c1) kündigt den Viertelstundenschlag an, wird von innen angeschlagen und trägt die Inschrift:
„Martin Samuel Kroch. Gründer der Firma Kroch jr. Leipzig. Geboren 20. November 1853 – Gestorben 25. Oktober 1926“.
Die Inschriften der beiden kleineren Glocken sind, da sie von der großen verdeckt und damit nicht zu erreichen sind, noch im Original erhalten.
Im Rahmen der Gebäudesanierung 2008 musste die Uhrenanlage vorübergehend außer Betrieb genommen werden, um den alten Pendelschacht als Installationsschacht auszurüsten. Nach Neueinbau des Gewichtslaufs der Uhr in den Schacht erfolgte der feierliche erste Glockenschlag am 1. Oktober 2008, 11.45 Uhr.

## Nutzung
Im September 2009 zogen das Ägyptologische Institut, das Altorientalische Institut mit einer Bibliothek sowie das Spracheninstitut der Universität Leipzig ein. Seit Juni 2010 beherbergt das Gebäude auch das Ägyptische Museum der Universität Leipzig.

## Sonstiges

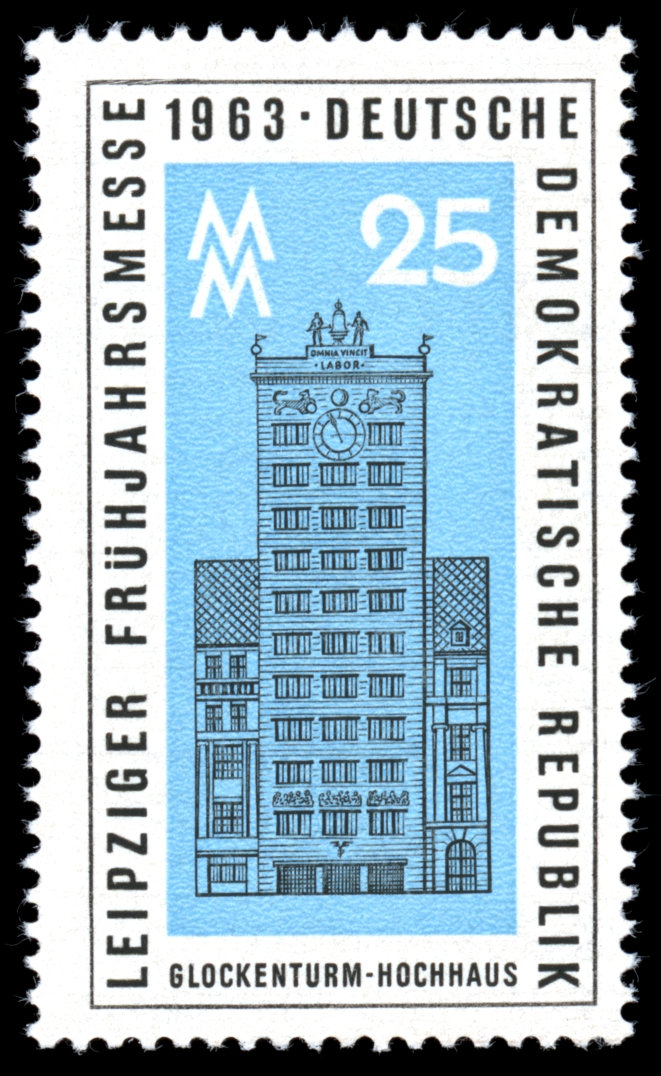
25-Pfennig-Sondermarke der DDR-Post 1963, Krochhochhaus (Serie: Leipziger Messe)

Hans Kroch (1887–1970), der damalige Inhaber des Bankhauses Kroch und Ideengeber für das Hochhaus, war 1930 bis 1932 im Norden von Leipzig (Stadtteil Gohlis) auch maßgeblich an der Errichtung der sogenannten Krochsiedlung beteiligt.